# ヤリノホクリハラン
ヤリノホクリハランは、単葉をつけるシダ植物の一つ。

## 特徴
ヤリノホクリハラン(Colysis wrightii (Hook.) Ching)はシダ植物門ウラボシ科イワヒトデ属の植物。地上性で単葉をつける。
根茎は細くて長く横に這い、鱗片がある。まばらに葉をつけ、葉はやや立ち上がる。葉にはやや二形があり、全体の形はほぼ同じながら、胞子葉が細くて背が高い。
葉は栄養葉で長さ20-40cm、約半分が葉柄である。葉柄の基部より上にははっきりした翼があり、葉身まで次第に広くなる。葉身は披針形で、先端はやや突き出す。基部近くで幅広くなっていて、急に狭まるが、そのまま葉柄の翼へだらだら続いてしまうので、区切りははっきりしない。
葉は薄いがやや堅い紙質で、表面にはつやがあり、深緑色をしている。栄養葉ではその表面はほぼ滑らかだが、胞子葉では脈がややはっきり突き出す。
胞子嚢群は細長い線形、主脈の両側、側脈の間にあり、葉一面に並ぶ。

## 生育地等
森林内の湿った地上に生える。渓流のそばなどに多い。まれに岩の上や樹皮に登る。
日本では九州南部から琉球に、国外では中国南部、インドシナ、台湾に分布する。名前は葉の形が槍の穂先に似ているクリハランの意味である。

## 類縁種
日本のイワヒトデ属で単葉のものとしては本州南部から南に分布するシンテンウラボシ(C. shintenensis (Hayata) H. Ito)とヒトツバイワヒトデ(C. simplicifrons (Christ) Tagawa)がある。これらは葉の形にやや変化があり、完全な単葉のものから葉身の基部付近から左右に大きな突起状の裂片を出すものまである。前者は披針形でなく葉の中央で一番幅広いことで、後者は表面の葉脈が不明瞭な点でヤリノホクリハランとは区別される。ただし、これらはヤリノホクリハランか何かの交雑種ではないかとの説もあるらしい。
タイワンクリハラン(C. hemiontitidea (Wall. ex Mett.) Presl)は、南西諸島にまれな種で、胞子嚢群が切れ切れになっている点で異なっている。
ほかに、ヘラシダ類やオオタニワタリなどチャセンシダ属にも単葉の種があり、それらの胞子嚢群も線形だが、胞膜がある点で見分けがつく。